# 디 A.V. 클럽
디 A.V. 클럽(영어: The A.V. Club)은 《디 어니언》 소속의 오락 웹사이트이다. 영화, 음악, 텔레비전 프로그램, 도서, 게임, DVD 등의 리뷰를 제공한다. 본사는 미국 일리노이주 시카고에 위치해 있다.